# Ciudad de la Justicia de Albacete
La Ciudad de la Justicia de Albacete es un complejo del poder judicial ubicado al norte de la ciudad española de Albacete. Entre las instalaciones que alberga se encuentran los 22 órganos judiciales unipersonales del partido judicial de Albacete, la Fiscalía Provincial de Albacete, dependencias del Instituto de Medicina Legal y Ciencias Forenses de Albacete y del Ministerio de Justicia.

## Historia
La Ciudad de la Justicia de Albacete, diseñada por los arquitectos Antonio Martín, Bernaldo de Quirós, Remedios Fernández-Carrión García y Francisco Javier García Alcázar, fue levantada entre 2016 y 2021. Con un presupuesto ejecutado de 28 millones de euros, entró en funcionamiento el 2 de noviembre de 2021 y fue inaugurada oficialmente el 21 de enero de 2022 por el rey Felipe VI –primera sede judicial que procedió a inaugurar el monarca–, acompañado por la ministra de Justicia, Pilar Llop, y la fiscal general del Estado, Dolores Delgado, entre otras autoridades.
Se ubica en el lugar que se encontraba el histórico edificio del Internado Benéfico Provincial en el noroeste de la capital, entre la avenida Gregorio Arcos y la avenida de La Mancha (AB-20), en el barrio de Los Llanos del Águila.

## Características

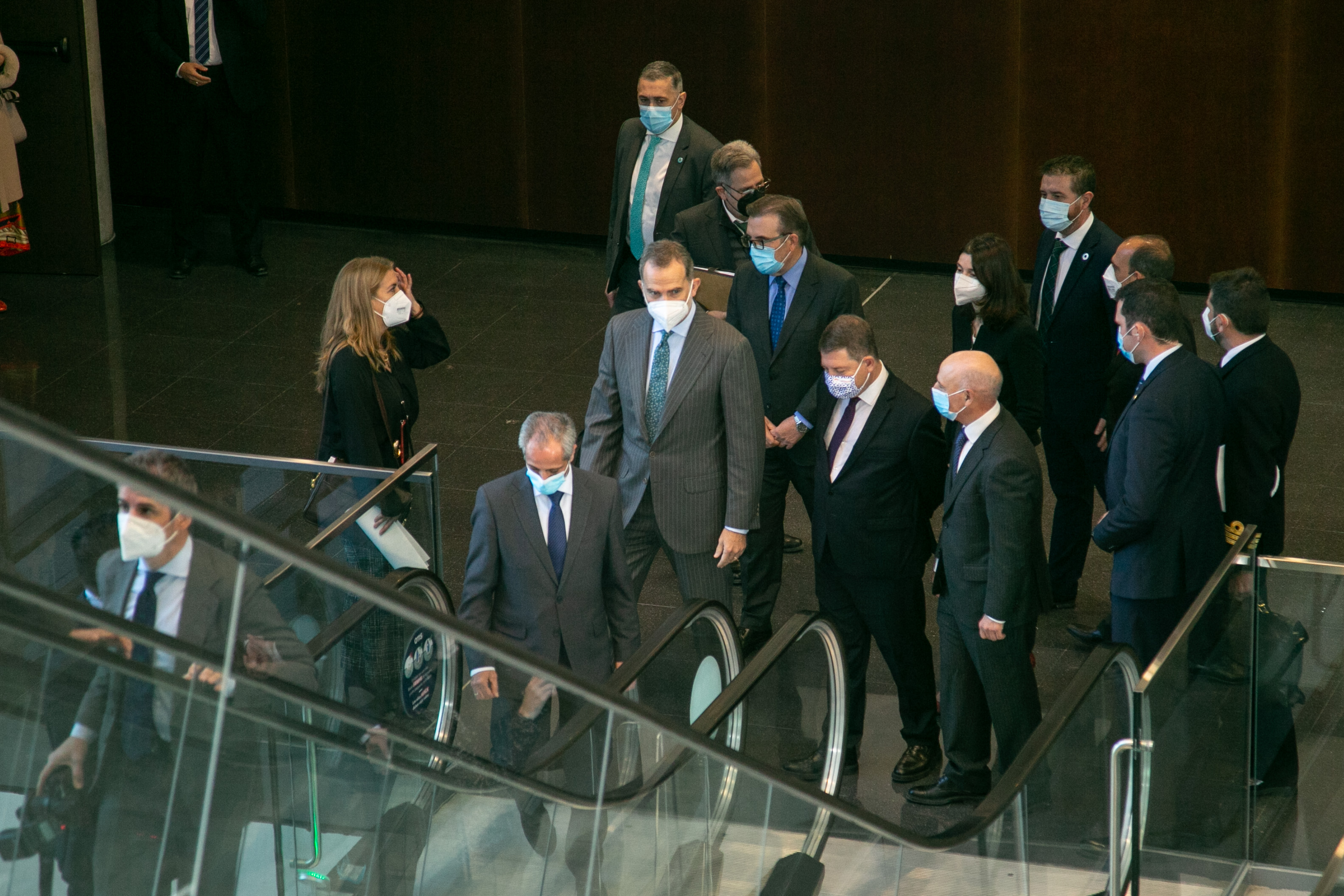
Escaleras mecánicas en el interior

Con 30 000 metros cuadrados, es el mayor complejo judicial de Castilla-La Mancha, que alberga todos los órganos judiciales unipersonales de la capital albaceteña (22), los cuales estaban dispersos en cuatro inmuebles de la capital, la Fiscalía Provincial de Albacete, instalaciones del Instituto de Medicina Legal y Ciencias Forenses de Albacete y las instalaciones administrativas del Ministerio de Justicia.
En el recinto ejercen su actividad más de 300 profesionales judiciales entre jueces, magistrados, fiscales, letrados y funcionarios. La edificación judicial cuenta con la máxima calificación energética de tipo A y sigue el diseño de la oficina judicial del Ministerio de Justicia que acerca la justicia a la ciudadanía agilizándola.